# Gilman City
Gilman City é uma cidade localizada no estado americano de Missouri, no Condado de Daviess e Condado de Harrison.

## Demografia
Segundo o censo americano de 2000, a sua população era de 380 habitantes.
Em 2006, foi estimada uma população de 384, um aumento de 4 (1.1%).

## Geografia
De acordo com o United States Census Bureau tem uma área de
2,2 km², dos quais 2,2 km² cobertos por terra e 0,0 km² cobertos por água.

## Localidades na vizinhança
O diagrama seguinte representa as localidades num raio de 20 km ao redor de Gilman City.